# 盖登 (德国)
盖登（德語：Gedern，發音：[ˈɡeːdɐn] ⓘ）是德国黑森州达姆施塔特行政区韦特劳县的城市，面积75.24平方千米，2023年12月31日人口为7,250人。